# Teofano Scleraina
Teofano Scleraina (anche Teofane, Theophánu, Theopháno o Theophánia; 955 – Nimega, 15 giugno 991) è stata imperatrice del Sacro Romano Impero per sette anni dopo la morte di suo marito Ottone II. Fu tra le donne più influenti del Medioevo.

## Biografia

### Origini
Non esistono fonti sulle origini e la vita di Teofano prima del suo matrimonio con Ottone II. Né il luogo né il giorno della nascita di Teofano sono stati tramandati per iscritto: in particolare, contrariamente alle usanze del tempo, l'atto di matrimonio non contiene alcuna informazione sui genitori della sposa, che viene semplicemente descritta come nipote dell'imperatore romano d'Oriente Giovanni I Zimisce, esponente dalla casa principesca armena dei Kourkouas (Gurgen in armeno).  La Vita Mahthildis la definisce augusti de palatio e gli Annali di Magdeburgo la descrivono come Grecam illustrem imperatoriae stirpi proximam, ingenio facundam.
In realtà essa era probabilmente la figlia del patrikios Costantino Skleros (920 circa- dopo il 989), che era stato cognato dell'imperatore Giovanni I Zimisce, poiché la sorella di questo, Maria, fu la sua prima moglie. La madre di Teofano, Sofia Foca, era figlia del generale e curopalate Leone II Foca, fratello dell'imperatore Niceforo II Foca e cugina di Giovanni I Zimisce.

### Il matrimonio

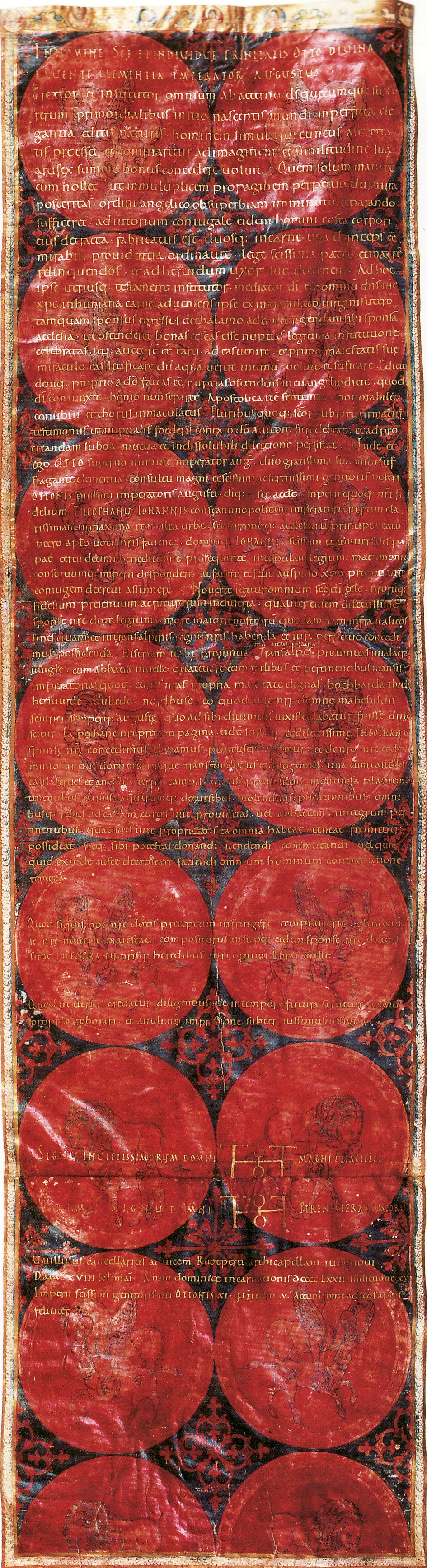
Carta di matrimonio dell'imperatrice Teofano (Abteilung Wolfenbüttel 6 Urk 11). Con questo documento, Ottone II assegnò ampie terre nell'impero e in Italia a sua moglie come Morgengabe. Il documento presenta il testo in scrittura dorata su un fondo viola/porpora decorato con degli animali.

Tramite l'intermediazione dell'Arcivescovo di Colonia Gerone il 14 aprile 972 divenne moglie di Ottone II.
Scortata da Gerone, da due vescovi ed un vasto seguito di nobili sbarcò in Puglia e giunse a Roma il 14 aprile 972, dove l'attendeva il diciassettenne Ottone II. La sua dote consistette in diverse centinaia di carri di madreperla, ebano, pietre preziose, oro, argento, bronzo che ne facevano probabilmente la donna più ricca dell'epoca, ma soprattutto nei territori bizantini dell'Italia meridionale: i themata di Puglia e di Calabria.
Dal certificato di matrimonio di Teofano si evince che fu incoronata imperatrice da Papa Giovanni XIII a Roma nel corso del matrimonio. Nei documenti relativi a Ottone II, Teofano è citata molto spesso, fatto che testimonia il suo interessamento attivo e la sua influenza nelle vicende politiche dell'Impero. Intervenne anche frequentemente per dirimere questioni in Italia, come nel caso di una lite tra Paolo e Pietro del fu Paolo de Traversaio "contro Giovanni de Strata e contro i fratelli Gisulfo e Domenico per i beni di loro proprietà che quelli detenevano nel territorio di Forlì".
Dopo la morte improvvisa di Ottone II avvenuta il 7 dicembre 983 a Roma Teofano e la suocera Adelaide di Borgogna furono richiamate in Germania da Willigis, arcivescovo di Magonza. Nel 984 Enrico II, duca di Baviera, parente maschile più prossimo alla dinastia imperiale e che quindi avanzava pretese di successione e di reggenza, consegnò a Teofano presso Rara (l'attuale Rohr in Turingia) il piccolo Ottone III già incoronato re.
Nel maggio del 985 a Francoforte venne definitivamente assegnata a Teofano la reggenza, nel contempo, a Bisanzio erano al potere i fratelli di Teofano, e quindi per un breve periodo nella storia entrambi gli imperi furono governati dalla medesima dinastia. Fino alla sua morte, avvenuta nel 991 al culmine del suo potere, Teofano fu reggente del Sacro Romano Impero.
Con la suocera Adelaide, anche se diverse fonti parlano di un'intensa rivalità fra le due che portò la più anziana Adelaide a ritirarsi dalla vita politica nel 986, Teofano rafforzò il potere imperiale in particolar modo in Lorena e in Italia ma anche nei territori di frontiera con i popoli slavi.
Con la sua politica saggia ed equilibrata riuscì a garantire l'accesso al trono al figlio.

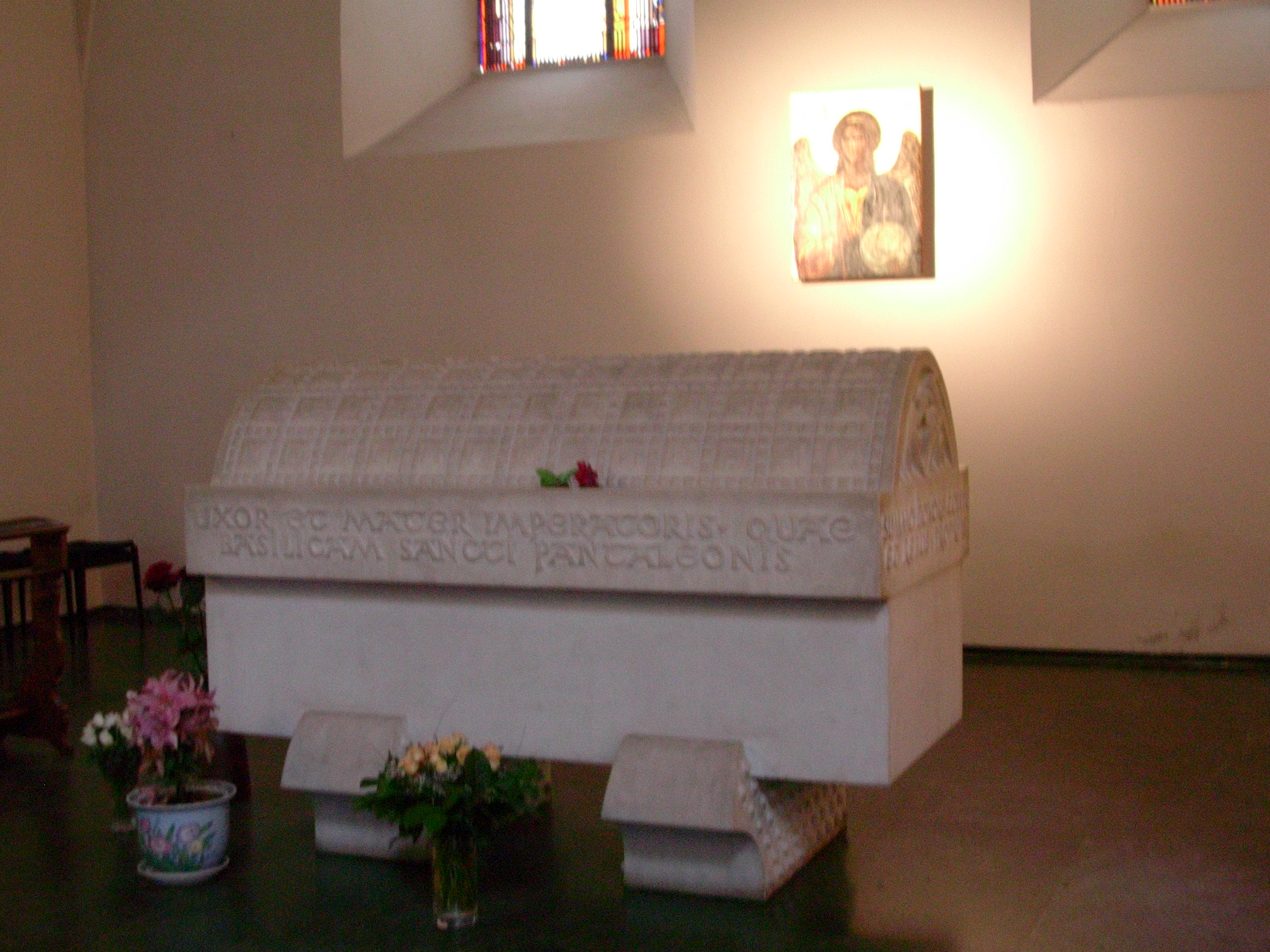
Sarcofago dell'imperatrice Teofano a San Pantaleone, Colonia

Teofano emise diversi documenti ed editti ufficiali creando un precedente per l'efficacia politica delle imperatrici del Sacro Romano Impero del X e XI secolo. In un documento del 1º aprile 990 si firmò come Imperatore, seguendo la tradizione bizantina (e non come Imperatrice come le precedenti Irene e Teodora che avevano entrambe regnato al posto dei figli), la firma fu infatti Theophanius gratia divina imperator augustus.
L'imperatrice Teofano morì dopo una breve malattia il 15 giugno 991 a Nimega e fu sepolta a Colonia presso la chiesa di San Pantaleone. Dopo la sua morte assunse la reggenza la suocera, Adelaide di Borgogna fino al momento dell'ascesa al trono di Ottone III nel 996.
Nell'epoca intorno al 1000 l'arte dell'Impero subì influenze bizantine, Teofano aveva infatti portato da Costantinopoli un seguito di artisti, architetti e artigiani che contribuirono alla diffusione di elementi bizantini nelle arti. A Teofano è riconducibile l'introduzione degli usi e del culto di San Nicola di Mira.

## Discendenza
Dal matrimonio con Ottone II nacquero cinque figli:
- Adelaide I (977 - 1032), priora di Quedlinburg e Gernrode;
- Sofia I (978 - 1039), priora di Gandersheim ed Essen;
- Matilde (979 - 1024), sposò Azzo, duca di Lorena, da cui ebbe dieci figli;
- Ottone III (980 - 1002), imperatore del Sacro Romano Impero, morto senza discendenza;
- Figlia (980 - 980), gemella di Ottone, morì alla nascita.

## Ascendenza
|                    |                       |                          | Genitori |  |  | Nonni |  |  | Bisnonni |  |  | Trisnonni |  |
|                    |                       |                          |          |  |  |       |  |  | …        |  |  | …         |  |
|                    |                       |                          |          |  |  |       |  |  | …        |  |  | …         |  |
|                    |                       | …                        |          |  |  |       |  |  | …        |  |  |           |  |
| …                  |                       |                          |          |  |  |       |  |  | …        |  |  |           |  |
|                    |                       | …                        | …        |  |  |       |  |  |          |  |  |           |  |
|                    |                       | …                        | …        |  |  |       |  |  |          |  |  |           |  |
|                    |                       | …                        | …        |  |  |       |  |  |          |  |  |           |  |
| Costantino Skleros |                       | …                        |          |  |  |       |  |  |          |  |  |           |  |
|                    |                       | …                        | …        |  |  |       |  |  |          |  |  |           |  |
|                    |                       | …                        | …        |  |  |       |  |  |          |  |  |           |  |
|                    |                       | …                        | …        |  |  |       |  |  |          |  |  |           |  |
| …                  |                       | …                        |          |  |  |       |  |  |          |  |  |           |  |
|                    |                       | …                        | …        |  |  |       |  |  |          |  |  |           |  |
|                    |                       | …                        | …        |  |  |       |  |  |          |  |  |           |  |
|                    |                       | …                        | …        |  |  |       |  |  |          |  |  |           |  |
| Teofano Scleraina  |                       | …                        |          |  |  |       |  |  |          |  |  |           |  |
|                    | Barda Foca il Vecchio | Niceforo Foca il vecchio |          |  |  |       |  |  |          |  |  |           |  |
|                    | Barda Foca il Vecchio | Niceforo Foca il vecchio |          |  |  |       |  |  |          |  |  |           |  |
|                    | Barda Foca il Vecchio | …                        |          |  |  |       |  |  |          |  |  |           |  |
| Leone II Foca      | Barda Foca il Vecchio |                          |          |  |  |       |  |  |          |  |  |           |  |
|                    |                       | …                        | …        |  |  |       |  |  |          |  |  |           |  |
|                    |                       | …                        | …        |  |  |       |  |  |          |  |  |           |  |
|                    |                       | …                        | …        |  |  |       |  |  |          |  |  |           |  |
| Sofia Foca         |                       | …                        |          |  |  |       |  |  |          |  |  |           |  |
|                    |                       | …                        | …        |  |  |       |  |  |          |  |  |           |  |
|                    |                       | …                        | …        |  |  |       |  |  |          |  |  |           |  |
|                    |                       | …                        | …        |  |  |       |  |  |          |  |  |           |  |
| …                  |                       | …                        |          |  |  |       |  |  |          |  |  |           |  |
|                    |                       | …                        | …        |  |  |       |  |  |          |  |  |           |  |
|                    |                       | …                        | …        |  |  |       |  |  |          |  |  |           |  |
|                    |                       | …                        | …        |  |  |       |  |  |          |  |  |           |  |
|                    |                       | …                        |          |  |  |       |  |  |          |  |  |           |  |